# 冨田有紀
冨田 有紀（とみた ゆき、1998年5月8日 - ）は、テレビ東京のアナウンサー。

## 来歴・人物
茨城県土浦市出身。上智大学外国語学部ドイツ語学科卒業後、2021年、テレビ東京に入社。同期入社のアナウンサーは立川周。研修を経て『テレ東音楽祭2021』で六本木スタジオの進行担当として番組初出演。同年7月17日の『TXN NEWS』（土曜昼・夕方）でニュースデビューを飾った。
学生時代は体育会ラグビー部でマネージャーを務めた。採用試験ではラグビーニュージーランド代表が試合前に披露する舞踊儀式「ハカ」を踊った。アメリカ・ニューヨークにダンス留学の経験がある。
ミス・アースジャパン2019茨城県代表。
資格としてドイツ語検定2級、アスリートフードマイスター3級を所持している。
独特の空気感を持つことから、「トミタイム」というニックネームがつけられている。

## その他
- 美学生図鑑 - 上智大学在学中に登場[4]

## 出演番組
- よじごじDays（2021年10月4日 - 2023年3月31日） - 月・火・金曜日メインパーソナリティー[注 1]
- ワールドビジネスサテライト（2022年1月5日 - 3月29日） - トレンドたまご・火曜日担当[7][注 2]
- みんなのスポーツ Sports for All（2022年4月4日 - ） - 水曜日キャスター
- 超特急、地球を救え。（2022年9月7日 - 28日） - アナウンサー 役[8]
- パウ・パトロール（2022年 - ） - ミニコーナー ゆきお姉さん役
- ウイニング競馬（2023年4月1日 - ） - 司会
- あちこちオードリー（2023年8月2日 - ） - 「私だけがグッときたニュース」担当（不定期）[9]
- おはスタ（火曜日担当、2024年4月2日 - ）
- 所さんの学校では教えてくれないそこんトコロ!（2024年10月11日 - ） - 進行